# Marcel Descour
Marcel Descour (également connu dans la Résistance sous les noms de guerre Cavalier, Dautry, Périmètre et Bayard), né à Paris le 6 novembre 1899 et mort à Montbrison-sur-Lez (Drôme) le 2 avril 1995 est un officier général et résistant français.

## Biographie

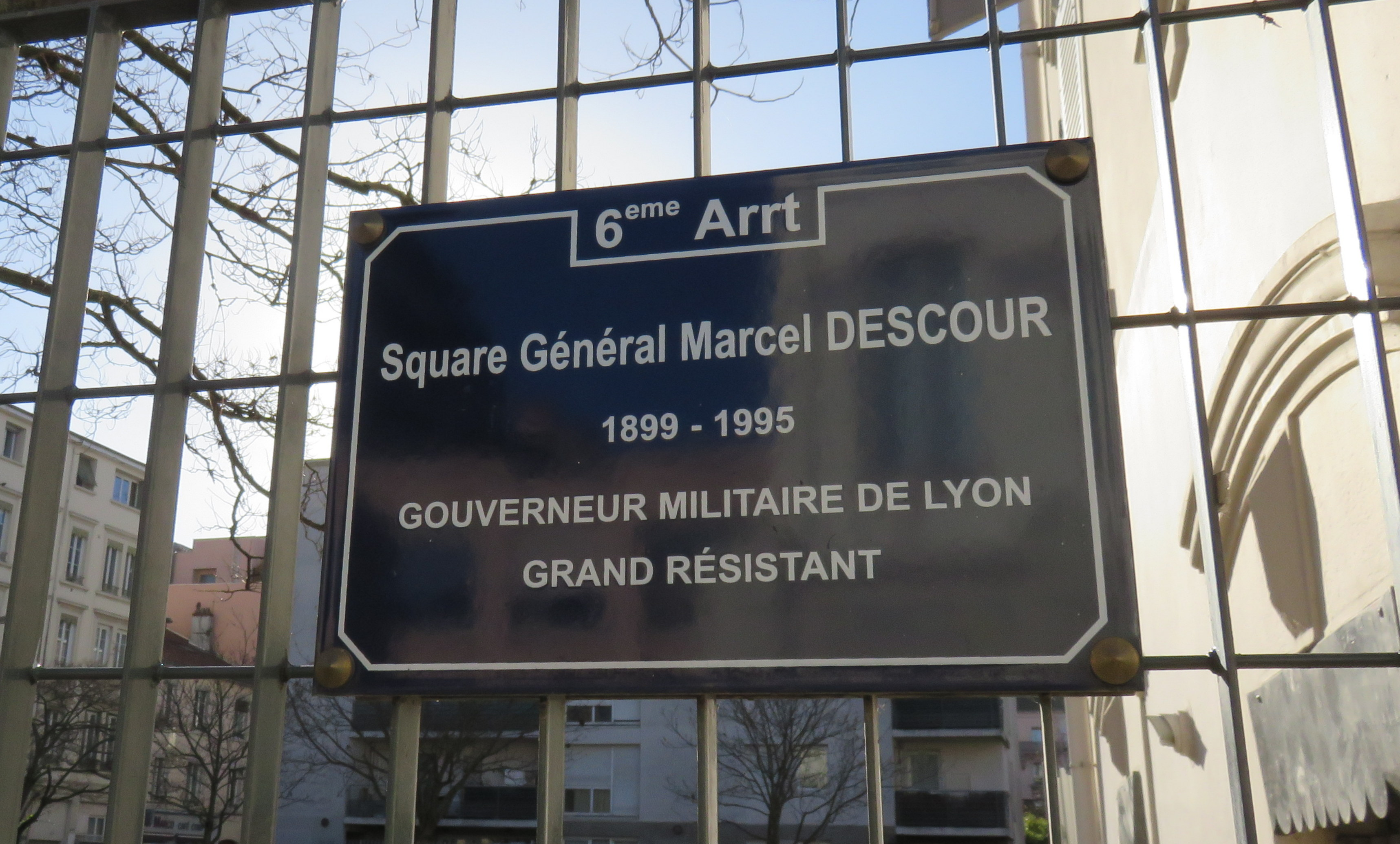
La plaque du square portant son nom, dans le 6e arrondissement de Lyon.

Commandant l'escadron à cheval du 56e GRDI pendant la bataille de France, il fait partie des forces armées que le régime de Vichy est autorisé à conserver après l'armistice. Il commence très tôt à mener des activités de résistance et est l'un des premiers officiers d'active à passer dans la clandestinité, le 27 novembre 1942. Il prend la tête de l'Organisation de résistance de l'Armée dans la région lyonnaise en 1943.
Il cherche inlassablement à coordonner toutes les forces de la Résistance, des fidèles du général de Gaulle à ceux du général Giraud  et des Forces Françaises de l’Intérieur (F.F.I.). Chef d’état-major régional de l’Armée Secrète (l’A.S.), il met en garde dès 1944 les responsables du maquis du Vercors contre les improvisations de la guérilla, dont les troupes allemandes tireront parti pendant leur assaut meurtrier du plateau en juillet 1944. Après la guerre, le colonel sera critiqué pour avoir rendu vulnérable le plateau en le verrouillant en quelque sorte. Il répliquera que nul ne pouvait imaginer « la pétaudière d’Alger, ses luttes d’influence, ses intrigues et ses arrière-pensées politiques ».
Marcel Descour devient gouverneur militaire de Lyon à la libération de la ville et est promu général en 1946. Il poursuit sa carrière militaire, notamment comme commandant des forces françaises d'occupation en Autriche en 1946, et plus tard commandant la 1re division blindée dans les forces d'occupation françaises en Allemagne. En 1956, il est nommé de nouveau gouverneur militaire de Lyon. En 1958, il est impliqué dans l'opération Résurrection visant à porter au pouvoir le général de Gaulle. Il est nommé général d'armée en 1959 et quitte le service actif l'année suivante.
Un square portant son nom a été inauguré en 2013 à Lyon.

## Distinctions
- Grand officier de la Légion d'honneur[réf. nécessaire]
- Croix de guerre 1939-1945
- Médaille de la Résistance française avec rosette (décret du 3 août 1946)[10]
- Médaille commémorative de la guerre 1914-1918
- Médaille interalliée de la Victoire